# Kuno Damian von Schütz-Holzhausen
Kuno Damian Freiherr von Schütz-Holzhausen (* 15. Februar 1825 zu Camberg im Herzogtum Nassau; † 23. Juni 1883 in Bensheim) war ein deutscher Forschungsreisender und Kolonist in Peru.

## Leben
Schütz wurde am 15. Februar 1825 als Sohn des Nassauischen Hofrats Hugo Schütz von Holzhausen und seiner Ehefrau Margarete geb. Abel in Camberg geboren. Der Nassauische Prokurator und zeitweilige Abgeordnete des Nassauischen Ständeversammlung Friedrich Damian Schütz von Holzhausen war sein Bruder, der nassauische Hofbeamte und ebenfalls Abgeordnete des Nassauischen Ständeversammlung Friedrich Wilhelm Schütz von Holzhausen sein Vetter.
Schütz studierte ab 1842 an der Ludwigs-Universität Gießen und ab Wintersemester 1843/44 an der Ruprecht-Karls-Universität Heidelberg Forstwissenschaften. In Gießen wurde er 1842 Renonce des (erloschenen) Corps Marcomannia (II) und nach dessen Vereinigung mit dem Corps Hassia auch Renonce dieses Corps. In Heidelberg wurde er 1844 Mitglied des (ebenfalls erloschenen) Corps Nassovia (II). Kurz darauf erhielt er auch das Band der Hassia Gießen.
Er wanderte 1846 mit dem Mainzer Adelsverein nach Texas aus, kehrte aber schon nach zwei Jahren nach Deutschland zurück. Über seine Erfahrungen schrieb er einen Bericht, der 1846 und 1847 in zwei Auflagen erschien. 1848 wurde  Abgeordneter der Landstände des Herzogtums Nassau.
Nach Forschungsreisen durch Kalifornien und Mexiko gelangte Schütz 1852 nach Peru, wo er sich einer Expedition zur Erforschung des oberen Marañón, eines Quellflusses des Amazonas, anschloss. In Caballococha trennte Schütz sich von der Expedition und fuhr im Kanu den Marañón flussab bis nach Manaus und von dort mit dem Dampfboot bis zur Mündung des Amazonas, ein nicht ungefährliches Unternehmen.
1855 trat die peruanische Regierung unter dem Präsidenten Ramón Castilla an Schütz heran. Von dem deutschen Auswandererstrom sollten innerhalb der nächsten Jahre 10.000 Personen nach Peru geleitet und in Pozuzo am Osthang der Anden, im Gebiet des oberen Amazonas, angesiedelt werden. Im Laufe des folgenden Jahres warb Schütz im Rheinland, an der Mosel und in Tirol rund 300 Einwanderungswillige an. Sie sollten beim Bau einer Eisenbahnstrecke von Lima zum Amazonas mitarbeiten. Peru wollte eine Verbindung zwischen Atlantik und Pazifik schaffen, um die Hauptstadt Lima zu einem wirtschaftlichen Zentrum zu machen. Nach langen Verzögerungen und vielen Verlusten kam 1859 die Kolonie von 170 Ansiedlern (etwa 100 Tiroler, 50 Rhein- und Moselländer und wenige Bayern) am Pozuzo schließlich zustande. Die Siedlung Pozuzo existiert noch heute. Man pflegt Tiroler Bräuche und spricht einen deutschen Dialekt (Pozuzo-Tirolerisch). Nach Jahren der Reisen durch Peru besuchte Schütz vom November 1864 bis zum Februar 1865 noch einmal „seine“ Kolonie.
Danach kehrte er nach Deutschland zurück. Er heiratete am 4. November 1865 in Kellenberg die Reichsfreiin Paula Raitz von Frentz (1829–1909), die Tochter des Gutsbesitzers Edmund Karl Christian Frhr. Raitz von Frentz zu Kellenberg und seiner Ehefrau Kunigunde Freiin Beissel von Gymnich. Nach Aufenthalten in Worms und Weinheim ließ er sich Anfang der 1870er Jahre in Bensheim an der Bergstraße nieder und schrieb zahlreiche Bücher über seine Reisen und Erlebnisse, die zum Teil noch nach seinem Tod am 23. Juni 1883 postum erschienen.

## Schriften
- Texas. Rathgeber für Auswanderer nach diesem Lande. Mit besonderer Unterstützung des Vereins zum Schutze Deutscher Einwanderer in Texas. Nebst der neuesten, im Jahre 1845 aufgenommenen Karte und mehreren Briefen deutscher Ansiedler in Texas Kreidel: Wiesbaden (1846)
- Texas : Rathgeber für Auswanderer nach diesem Lande: Mit besonderer Unterstützung des Vereins zum Schutze Deutscher Einwanderer in Texas. 2. durch die neuesten Nachrichten und Veröffentlichungen verm. Aufl. Kreidel: Wiesbaden (1847)
- Die deutsche Colonie in Peru: Schilderung einer Reise dahin ; Natur, Klima, Producte, Ackerbau ; Geschichte der Gründung der Colonie, freimaurerische Anfeindungen. Ackermann: Weinheim (1870)
- Das exakte Wissen der Naturforscher. Fr. Kirchheim: Mainz (1878)
- Der Amazonas. Wanderbilder aus Peru, Bolivia und Nordbrasilien. Herder: Freiburg (1883) Digitalisat
- Westindien: zur Reise und zum Aufenthalt. Woerl’s Reisebibliothek (1887)
- Der Amazonas. Wanderbilder aus Peru, Bolivia und Nordbrasilien, 2. durchgesehene und wesentlich erweiterte Auflage (hrsg. von Adam Klassert). Herder: Freiburg (1895)
- Cuba und die übrigen Inseln Westindiens: mit besonderer Berücksichtigung der politischen und sozialen Verhältnisse. (hrsg. von R. Springer). Woerl’s Reisebücherverlag: Würzburg & Leipzig (1896)